# Domy torfowe na Islandii

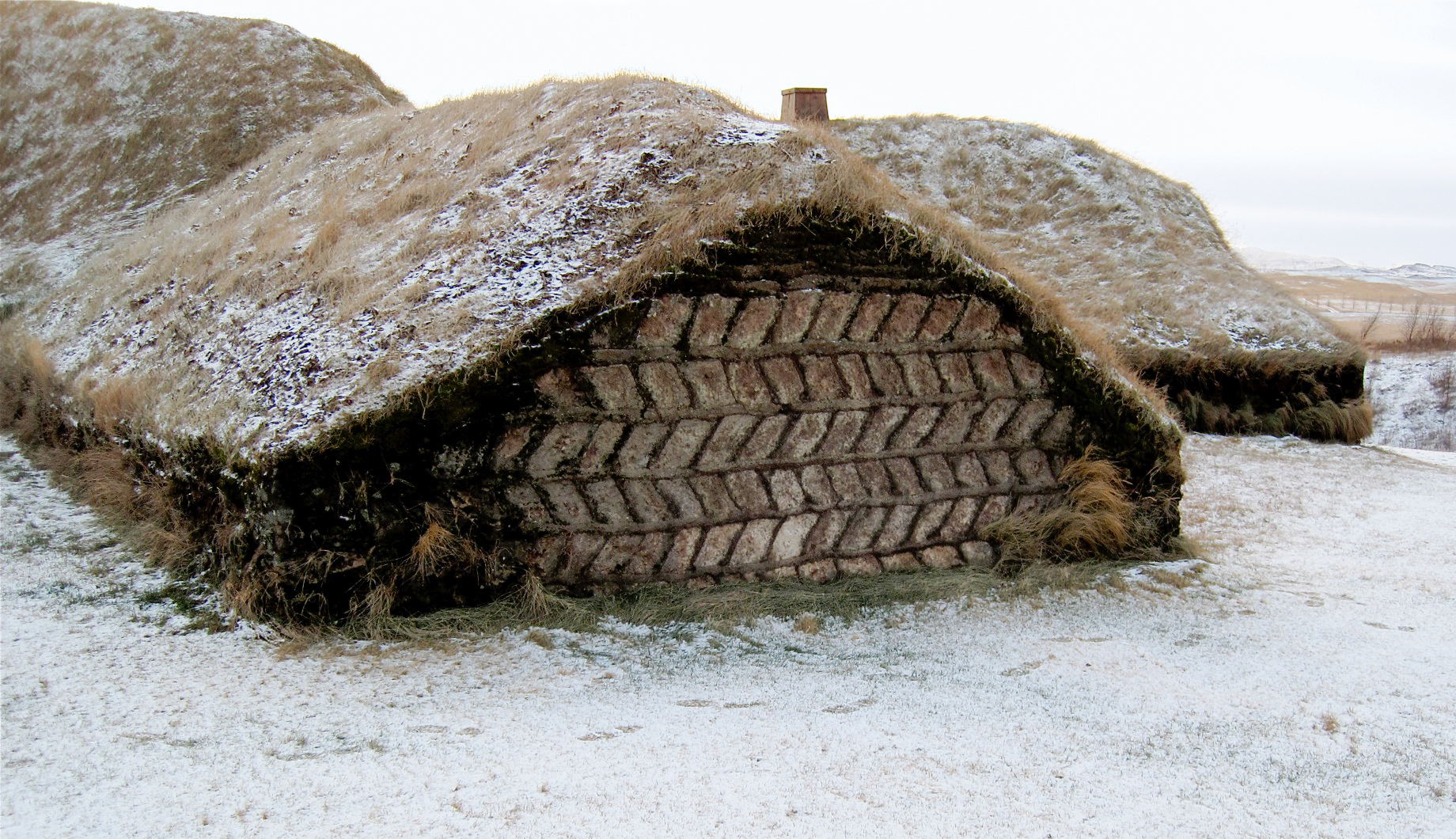

Domy torfowe na Islandii (isl. Torfbær) – charakterystyczne dla Islandii budownictwo z wykorzystaniem bloków torfu jako budulca.
Od zasiedlenia Islandii w IX wieku osadnicy zmagali się z niedostatkiem drewna. Wykorzystano znaną wcześniej i w innych częściach Europy technikę budownictwa z użyciem torfu. Formy i rozwiązania zmieniały się przez wieki, dając architekturę charakterystyczną dla Islandii. Oprócz domów wiejskich z użyciem tej samej techniki budowano rezydencje i kościoły.

## Konstrukcja
Drewnianych belek używano na szkielet domu i konstrukcję dachu, blokami z torfu o różnej wielkości i kształcie nadawano ścianom grubość, zapewniającą odpowiednią izolację termiczną i stateczność ściany. W zależności od potrzeb i zwyczajów lokalnych używano bloków o długości około 1 m i grubości kilku centymetrów lub takich o wymiarach rzędu 60x30x20 cm. Ściana zwykle składała się z trzech warstw (zewnętrznej, wewnętrznej i środkowej, łączącej pierwsze dwie). Czasami wykorzystywano kamienie, używając ich na dolną część ściany lub układając na przemian kamienie i cienkie bloki torfu.
Zamożniejsi mogli sobie pozwolić na użycie desek na oszalowanie wewnętrzne oraz na podłogi. W innych budynkach podłogi były z kamienia (łupku) lub ubitej gliny. Do XIX wieku jedynym ogrzewaniem było ognisko w kuchni.

## Architektura
Początkowo były to długie domy, o ścianach z torfu lub torfu i kamieni, z dwuspadowym dachem podpartym słupami i pokrytym torfem. Z czasem torfowy dach porastał trawą, która dodatkowo stabilizowała warstwy dachu. Drzwi były umieszczone na jednej z wzdłużnych ścian. Dom taki, przedzielony lekkimi ścianami z drewna, był jedynym budynkiem gospodarstwa, zawierając część mieszkalną, składową i hodowlaną.
W późniejszych wiekach na tyłach głównego budynku zaczęto dobudowywać mniejsze, przejmujące poszczególne funkcje, co spowodowało zmniejszanie głównego budynku. Taki układ budynków stojących blisko siebie i połączonych krytym przejściem ((gangabær) był powszechny od średniowiecza do XIX wieku. Główny budynek, przeznaczony do spania i pracy, był położony na końcu przejścia i wyżej od innych, co ułatwiało jego ogrzewanie.
W XIX wieku rozpowszechnił się nowy układ, burstabær, w którym budynki (każdy z osobnym dachem) stawiano fasadami do podwórka.

## Trwałość
Ściany układane z bloków torfu nie były chronione od wpływów atmosferycznych i niszczały dość szybko. W znacznej mierze zależało to od położenia i lokalnej pogody. Na południu wyspy, gdzie często występowały naprzemienne mrozy i odwilże, ściany trzeba było przebudowywać co 20-25 lat, podczas gdy w północnej części, gdzie temperatura utrzymywała się poniżej zera przez całą zimę, ściany wytrzymywały 50-70 lat.

## Lista światowego dziedzictwa UNESCO
W 2011 Narodowe Muzeum Islandii wpisało tradycję budownictwa torfowego i 14 zachowanych obiektów na listę informacyjną, z zamiarem wpisania na listę światowego dziedzictwa UNESCO.

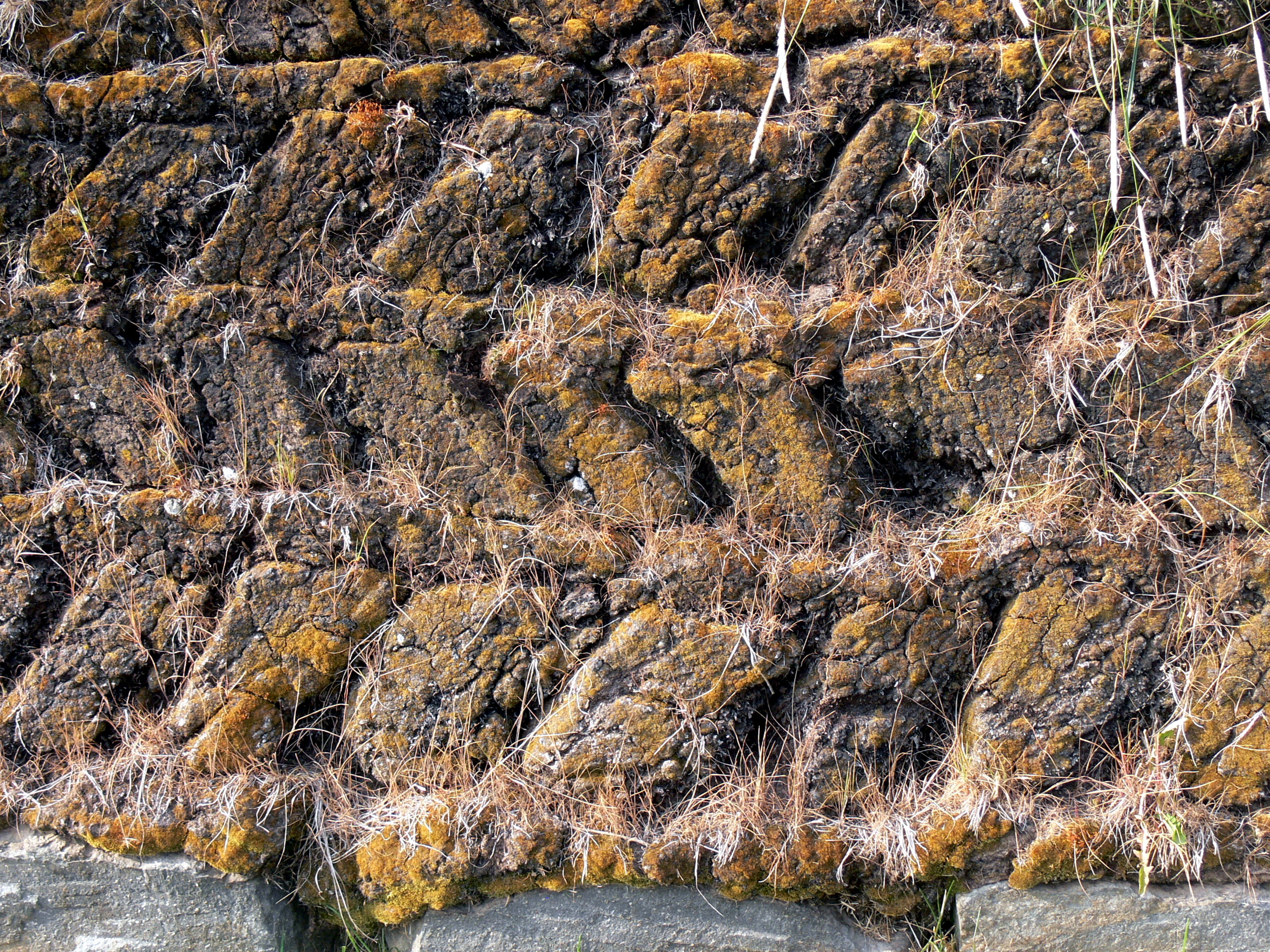
Jeden ze sposobów układania bloków torfu w ścianie
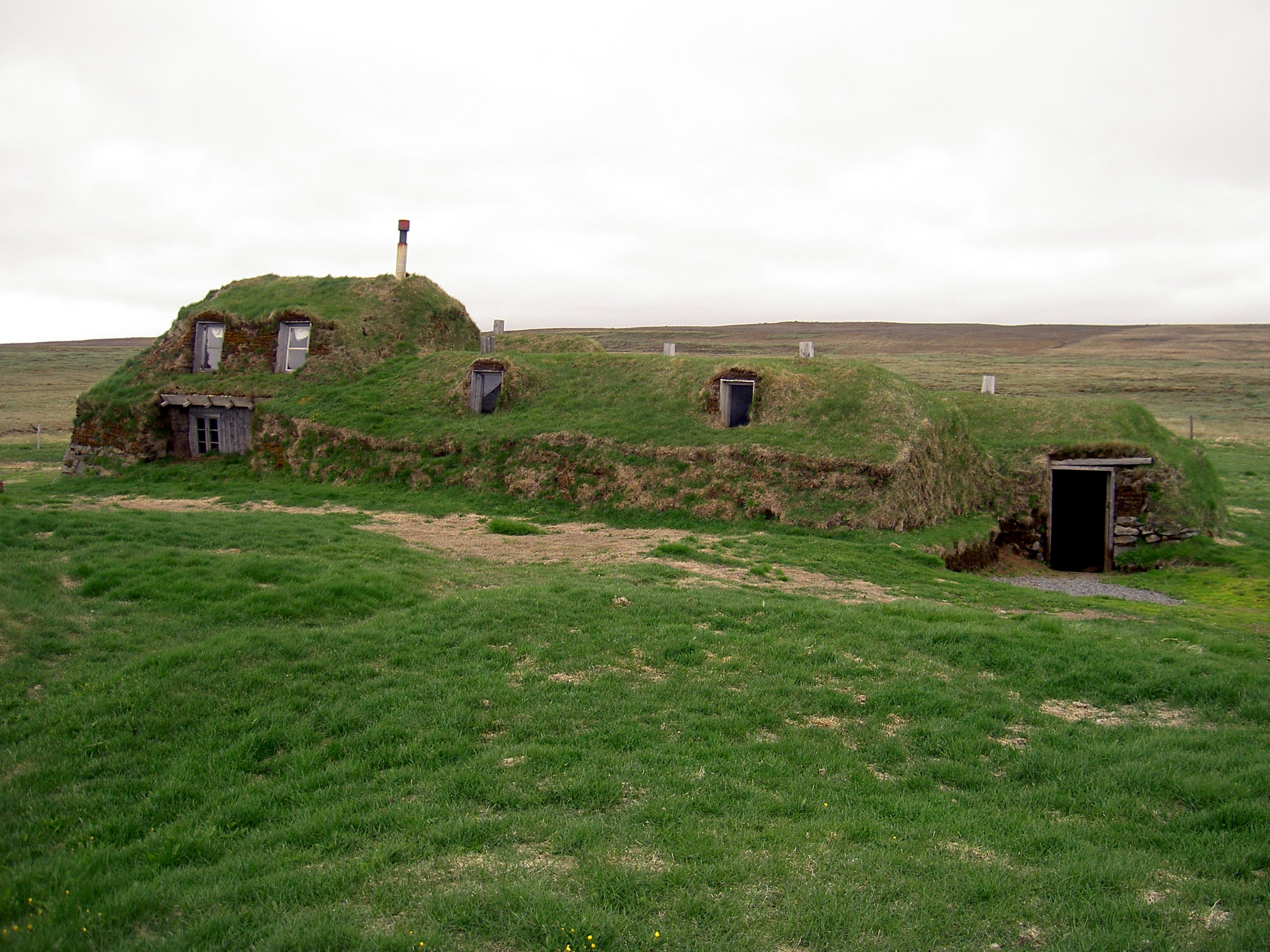
Długi dom
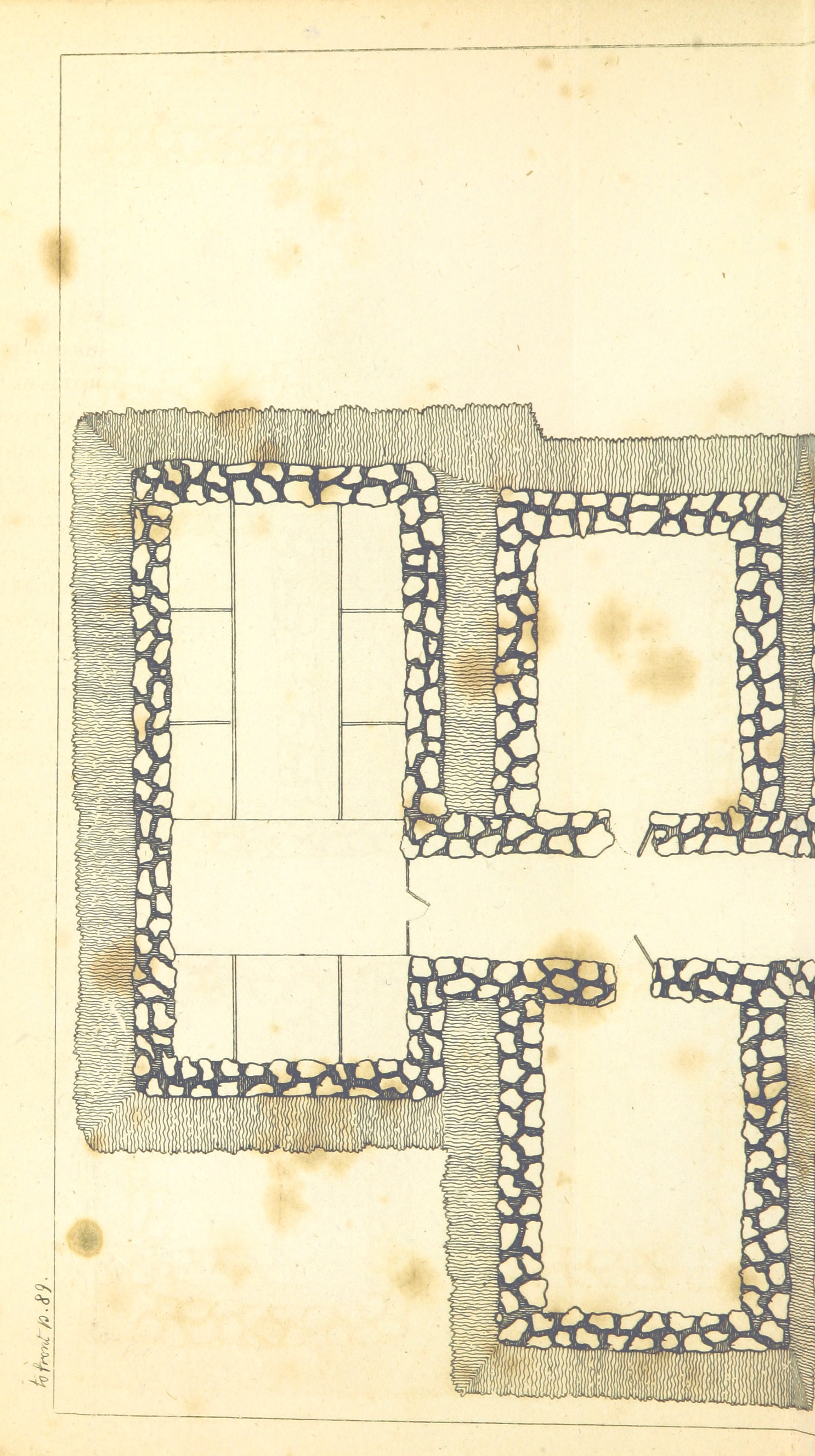
Plan domu gangabær
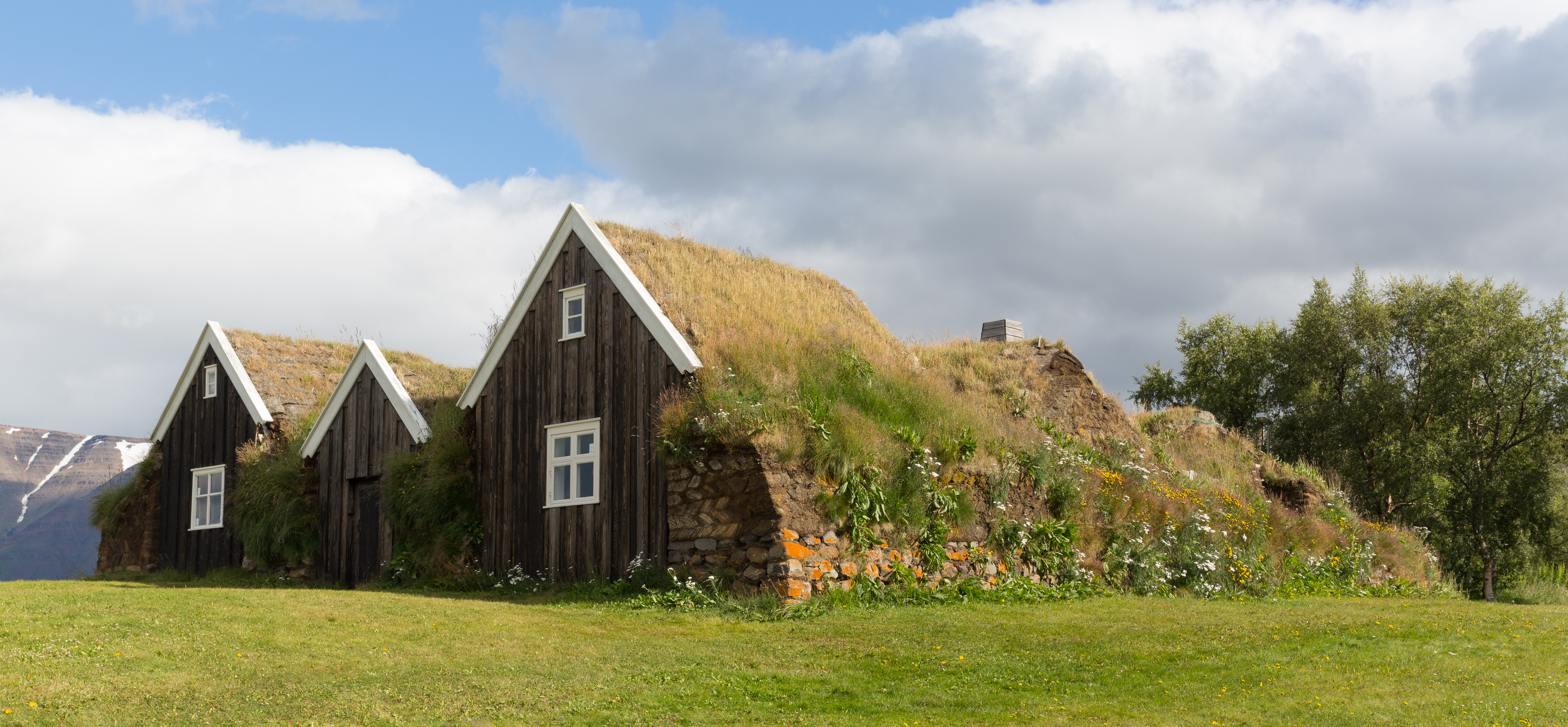
Burstabær
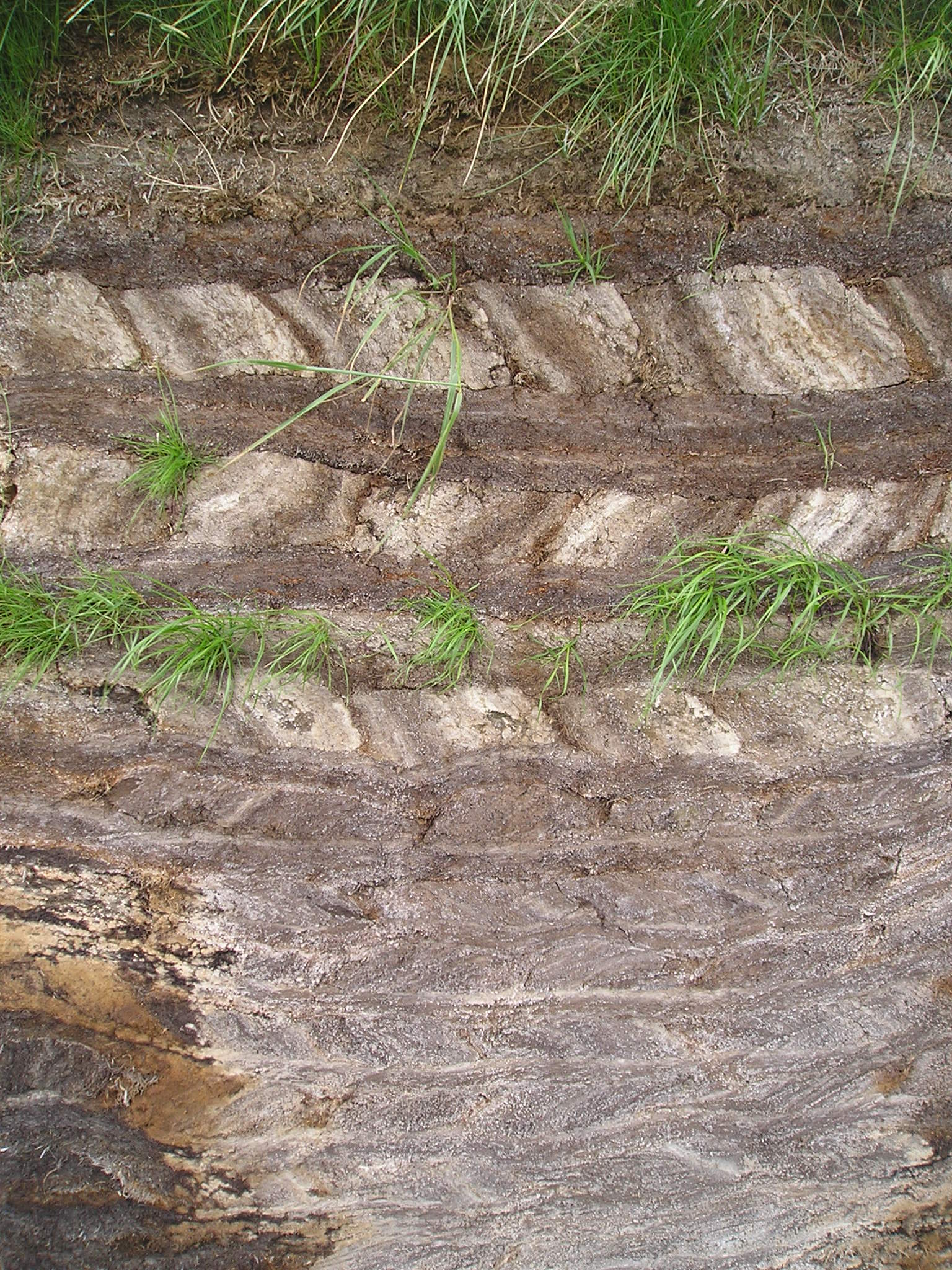
Różne sposoby układania bloków torfu w ścianie
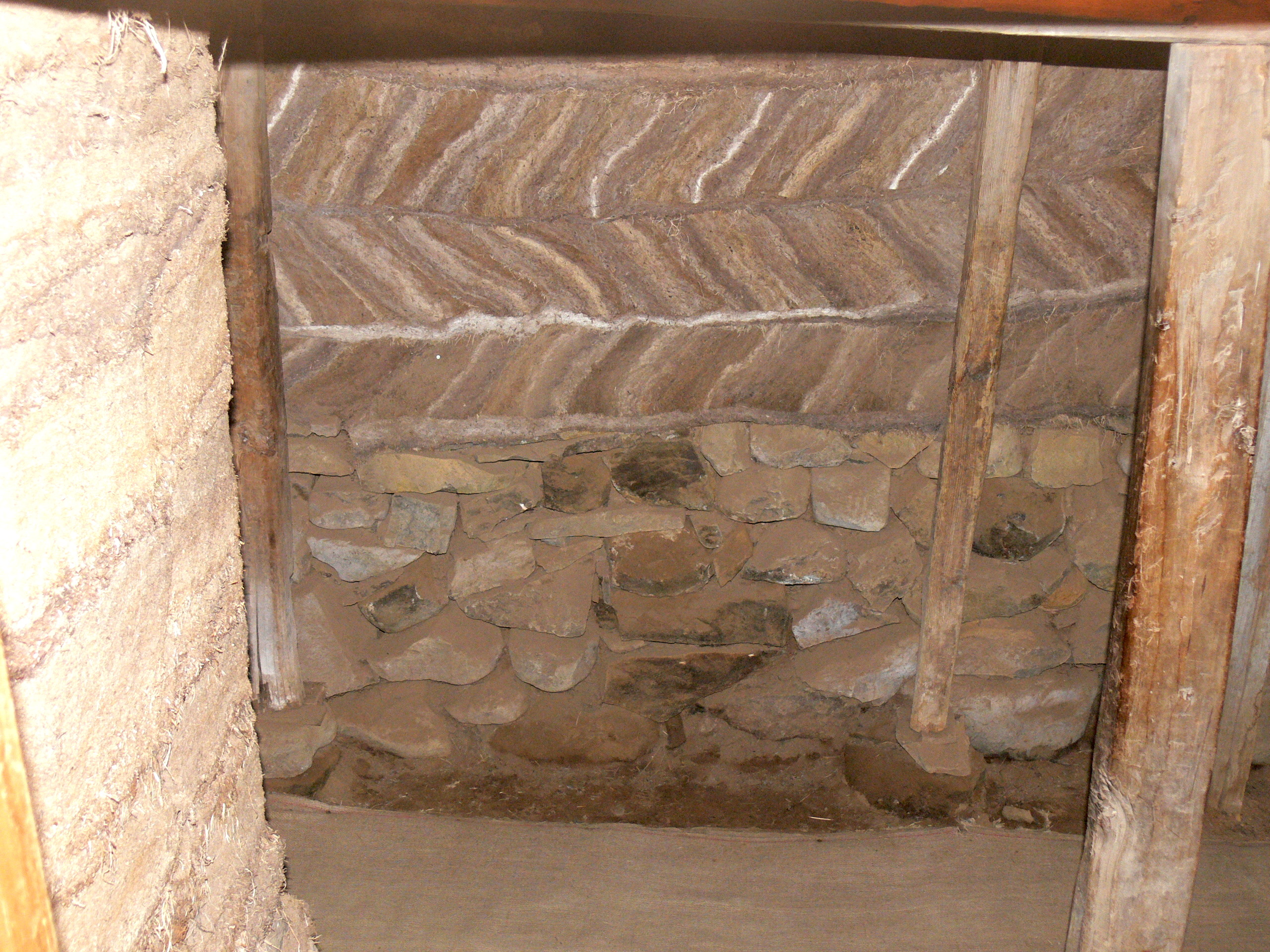
Ściana z torfu i kamieni
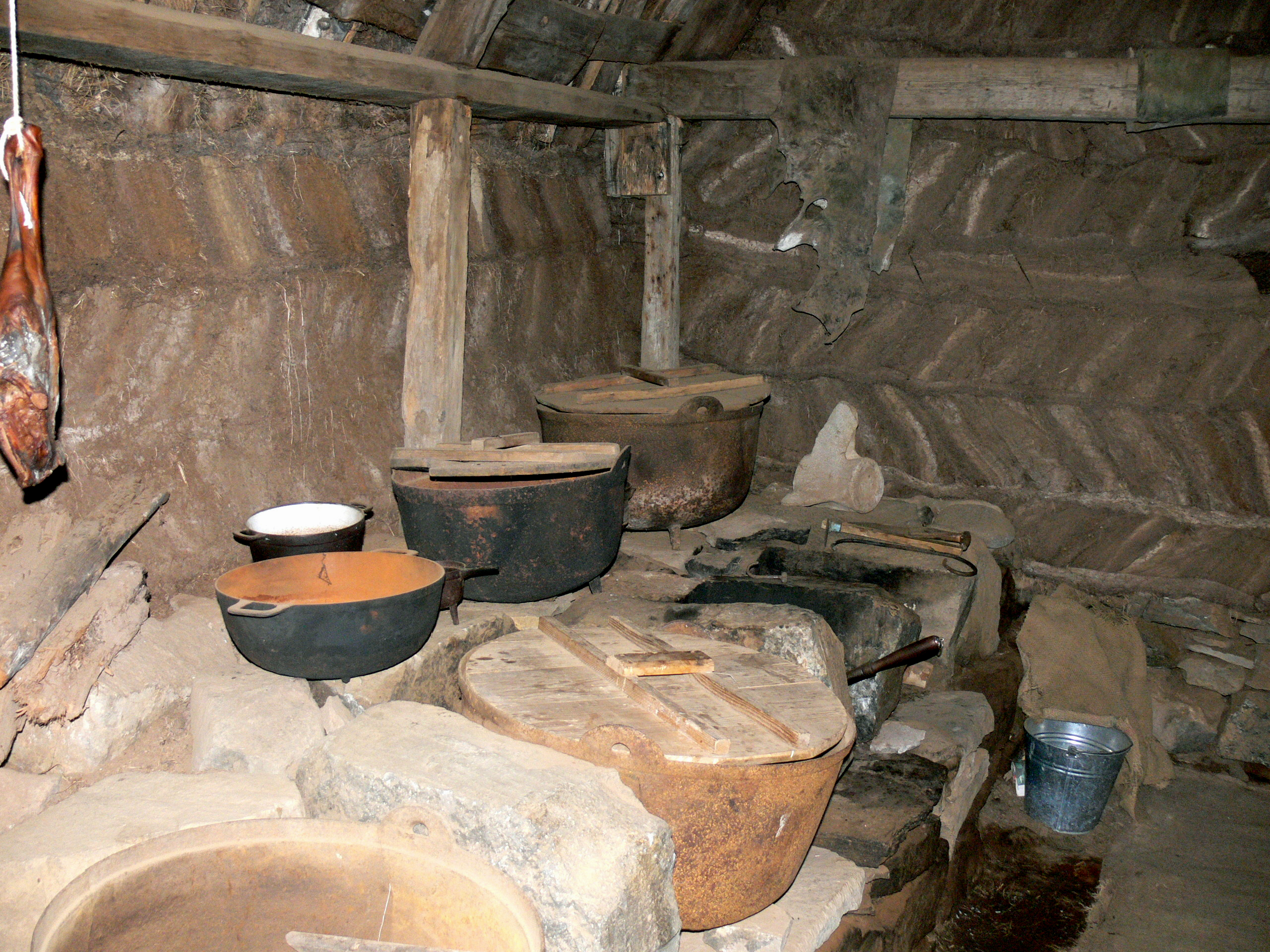
Ściany z widoczna konstrukcją drewnianą
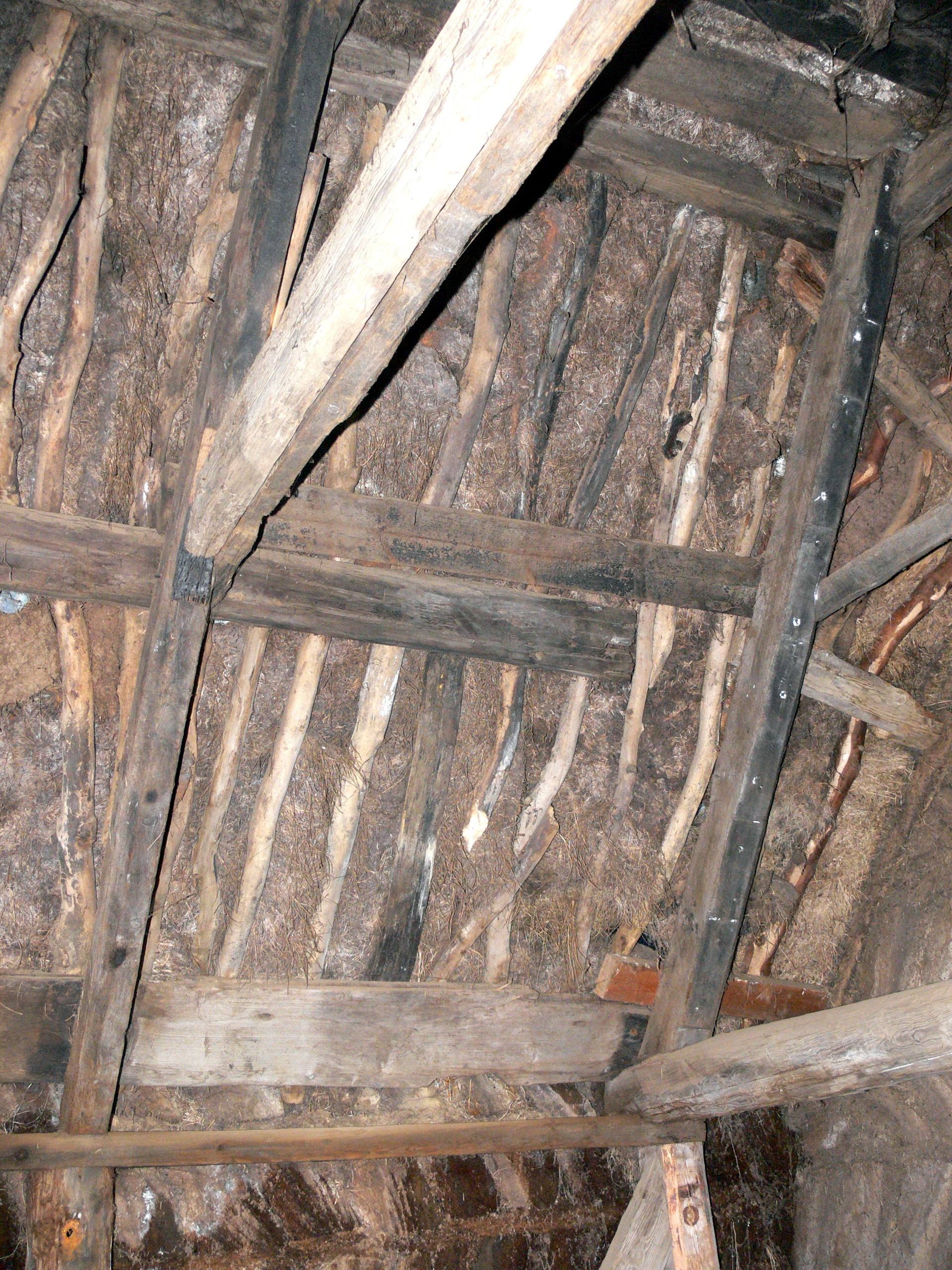
Dach widziany od wewnątrz